# Хайнрих LIV (Ройс-Лобенщайн)
Хайнрих LIV Ройс-Лобенщайн (на немски: Heinrich LIV Fürst Reuss zu Lobenstein; * 8 октомври 1767 в Хернхут в Саксония; † 7 май 1824 в Лобенщайн) от род Ройс, Ройс млада линия, е княз на Ройс-Лобенщайн (1805 – 1824) в Тюрингия.
Той е единствен син на граф Хайнрих XXV Ройс-Лобенщайн-Зелбиц (1724 – 1801) и графиня Мария Елизабет Ройс-Еберсдорф (1740 – 1784), дъщеря на граф Хайнрих XXIX фон Ройс-Еберсдорф (1699 – 1747) и графиня София Теодора фон Кастел-Ремлинген (1703 – 1777).
Хайнрих LIV Ройс-Лобенщайн умира бездетен на 56 години на 7 май 1824 г. в Лобенщайн. Ройс-Лобенщайн е взет от княз Хайнрих LXXII Ройс-Еберсдорф (1797 – 1853), който образува княжеството Ройс-Лобенщайн и Еберсдорф.

## Фамилия
Хайнрих LIV Ройс-Лобенщайн се жени на 20 юни 1806 г. във Вернигероде за графиня Мария фон Щолберг-Вернигероде (* 4 май 1774, Вернигероде; † 16 юни 1810, Хернсдорф до Дрезден), дъщеря на граф Кристиан Фридрих фон Щолберг-Вернигероде (1746 – 1824) и графиня Августа Елеонора фон Щолберг-Щолберг (1748 – 1821), дъщеря на граф Кристоф Лудвиг II фон Щолберг-Щолберг (1703 – 1761) и графиня Луиза Шарлота фон Щолберг-Росла (1716 – 1796). Бракът е бездетен. Тя умира на 36 години.
Хайнрих LIV Ройс-Лобенщайн се жени втори път на 31 май 1811 г. в Манхайм за принцеса Франциска Ройс-Кьостриц (* 7 декември 1788, Кьостриц; † 17 юни 1843, Лобенщайн), дъщеря на княз Хайнрих XLIII Ройс-Кьостриц (1752 – 1814) и графиня Луиза Ройс-Еберсдорф (1759 – 1840), дъщеря на граф Хайнрих XXIV фон Ройс-Еберсдорф (1724 – 1779) и графиня Каролина Ернестина фон Ербах-Шьонберг (1727 – 1796). Бракът е бездетен.